# Jean-Pierre Kerckhofs
Jean-Pierre Kerckhofs (Hoei, 1 oktober 1963) is een Belgisch marxistisch politicus voor de PTB-PVDA.

## Levensloop
Kerckhofs werd beroepshalve leraar en was voorzitter van de Brusselse afdeling van de vakbond CSC Onderwijs. Ook is hij stichtend voorzitter van de Oproep voor een Democratische School.
Bij de verkiezingen van mei 2019 werd Kerckhofs voor de PVDA-PTB verkozen in het Brussels Hoofdstedelijk Parlement. Ook werd hij afgevaardigd naar het Parlement van de Franse Gemeenschap. In dit laatste parlement was hij vanaf 2019 secretaris van het Bureau en voorzitter van de commissie Algemene Zaken en Internationale Betrekkingen, die vanaf 2023 ook bevoegd was voor Sport en Onderwijs voor Sociale Promotie. Hij oefende zijn parlementaire functies uit tot in juni 2024.
Kerckhofs werd eerste opvolger op de Brusselse PTB-PVDA-lijst voor de federale verkiezingen van juni 2024.